# Kárpáti Levente
Kárpáti Levente (Szigetvár, 1961. szeptember 19. –) magyar színész, forgatókönyvíró.

## Életrajz
A Színművészeti Főiskolát 1989-ben végezte el.
A Szeress most! című sorozatban Pintér Ferenc megformálója. Később a Barátok köztben a kezdetben rosszfiú Holman Valtert alakította, aki később Berényi Klaudia barátja, szerelme lett, és akitől csak a halál választhatta el.

## Színházi szerepei
- A Caligula-klán (bemutató: 2007. március 30. Szkéné Színház) rendező, író
- A Karamazov testvérek (bemutató: 2005. május 12. Szkéné Színház) rendező, színész, színpadra alkalmazta
- Charley nénje (bemutató: 2000. december 2. Centrál Színház) színész
- Forró hétvége (bemutató: 2014. február 28. Vidám Színpad)	színész
- Mindhalálig szex (bemutató: 2000. június 16. Centrál Színház) színész
- Miss Amerika (bemutató: 2010. május 14. Bartók Kamaraszínház és Művészetek Háza) színész, színpadra alkalmazta
- Vesztegzár a Grand Hotelben (bemutató: 2002. március 8. "A" Színház) színész

## Filmjei
- A végső játszma (2001)

### Tévésorozatok
- Barátok közt (2000, 2009, 2010–2011) Holman Valter
- Szeress most! (2003-2005) Pintér Ferenc
- Drága örökösök (2019) régiségbolti eladó
- 200 első randi (2019) Béla
- Jóban Rosszban (2021) Császár Olivér
- Doktor Balaton (2022) orvos

### Egyéb
- Cornell és Robert Capa (1999) közreműködő
- Kamasz útra műsorvezető
- Magyar elsők (dokumentumfilm) Az első magyar vicclap (2005)

## Szinkron
- Percy Jackson: Szörnyek tengere (2013) Hermész, Luke apja
- Szupercella (2013)

### Sorozat szinkronszerepek
- Amynek ítélve: Bruce Van Exel - Richard T. Jones
- A 12-es körzet: Craig Newel l- David Eigenberg
- A bolygó neve - Föld: Da'an - Leni Parker (2. hang)
- A házasság buktatói: Haluk Ergül - Reşit Berker Enhoş
- A parti őrség: Lieutenant Commander Mike Flynn - Ian Stenlake
- Baywatch Hawaii: Brian - Brian L. Keaulana
- Bostoni halottkémek: Det. Woody Hoyt - Jerry O'Connell (Cool)
- Buffy, a vámpírok réme: Robin Wood igazgató - D.B. Woodside
- Célkeresztben: Marshall Mann - Fred Weller
- Cinecitta: Matteo - Nicola Farron
- CSI: Miami helyszínelők: Ryan Wolfe - Jonathan Togo (helyettes hang)
- Deadwood: Silas Adams - Titus Welliver
- Dinasztia: Peter De Vilbis - Helmut Berger
- Doktor Hekimoğlu: Ateş Hekimoğlu – Timuçin Esen
- Dunai zsaruk: Major Christian Hennig - Bruno Eyron
- Esküdt ellenségek - Bűnös szándék: Detective Zach Nichols - Jeff Goldblum
- F.B.I. ügynökök bevetésen: Joe Renato - Joe Pantoliano
- Frank Riva: Jimmy Esperanza/ Jefferson Villa - Eric Defosse
- GSG 9 - Az elit kommandó: Demir Azlan - Bülent Sharif
- Gyilkos körök: Xavier Mayer - Arnaud Binard
- Hősök: Mohinder Suresh - Sendhil Ramamurthy
- Jelenések: Isaiah Haden - Michael Massee
- Kés alatt: Dr. Quentin Costa - Bruno Campos
- Kisvárosi gyilkosságok: John Barnaby - Neil Dudgeon
- LaLola: Gastón Zack - Rafael Ferro
- Lucifer: Lucifer Morningstar - Tom Ellis
- Második csók: Daniel - Renaud Roussel
- MDA - Orvosi műhibák nyomában: Richard Savage - Jason Donovan
- Mercy angyalai: Dr. Joe Briggs - James Van Der Beek
- Nyomtalanul: Danny Taylor - Enrique Murciano
- Philly: Will Froman - Tom Everett Scott
- Reménysugár: Halil Azımoğlu – Şerif Bozkurt
- Sant' Angelo - Egy kórház hétköznapjai: Andrea Lecci - Guido Caprino
- Sírhant művek: Billy Chenowith - Jeremy Sisto
- Sírig tartó barátság/ Jelen és múlt: Graham Pearce - Don McManus
- Sophie - A nem kívánt jegyesség: Baron Wolfgang von der Fohl - Robert Schupp
- Száguldó vipera: Joe Astor - James McCaffrey
- "Szentek" kórháza: Luke Forlano - Martin Lynes
- Szeretők: Hari - Raza Jaffrey
- Született feleségek: Bob Hunter - Tuc Watkins
- Vadmacska: Patricio Rivera - Ariel López Padilla
- Wanted - Élve vagy halva: U.S. Marshal Eddie Drake - Lee Tergesen
- The Walking Dead - Philip Blake (A Kormányzó) - David Morrissey
- Tulsa királya - Caolan Waltrip - Ritchie Coster
- Szünidei napló - Yariv
- Star Wars: Lázadók - Lando Calrissian - Billy Dee Williams
- A 7T - Grimwold "Grim" Gloom - Jess Harnell
- Alpesi őrjárat - Vincenzo Nappi

Miraculous Katicabogár és Fekete Macska kalandjai Gabriel és Fejedelem 3 hang

### Videójáték szinkronszerepek
- League of Legends - Draven